# Le Labyrinthe espagnol
Le Labyrinthe espagnol, origines sociales et politiques de la Guerre civile est un livre de l'écrivain britannique
Gerald Brenan publié, pour la première fois en français, en 1962 aux éditions Ruedo Ibérico.

## Résumé

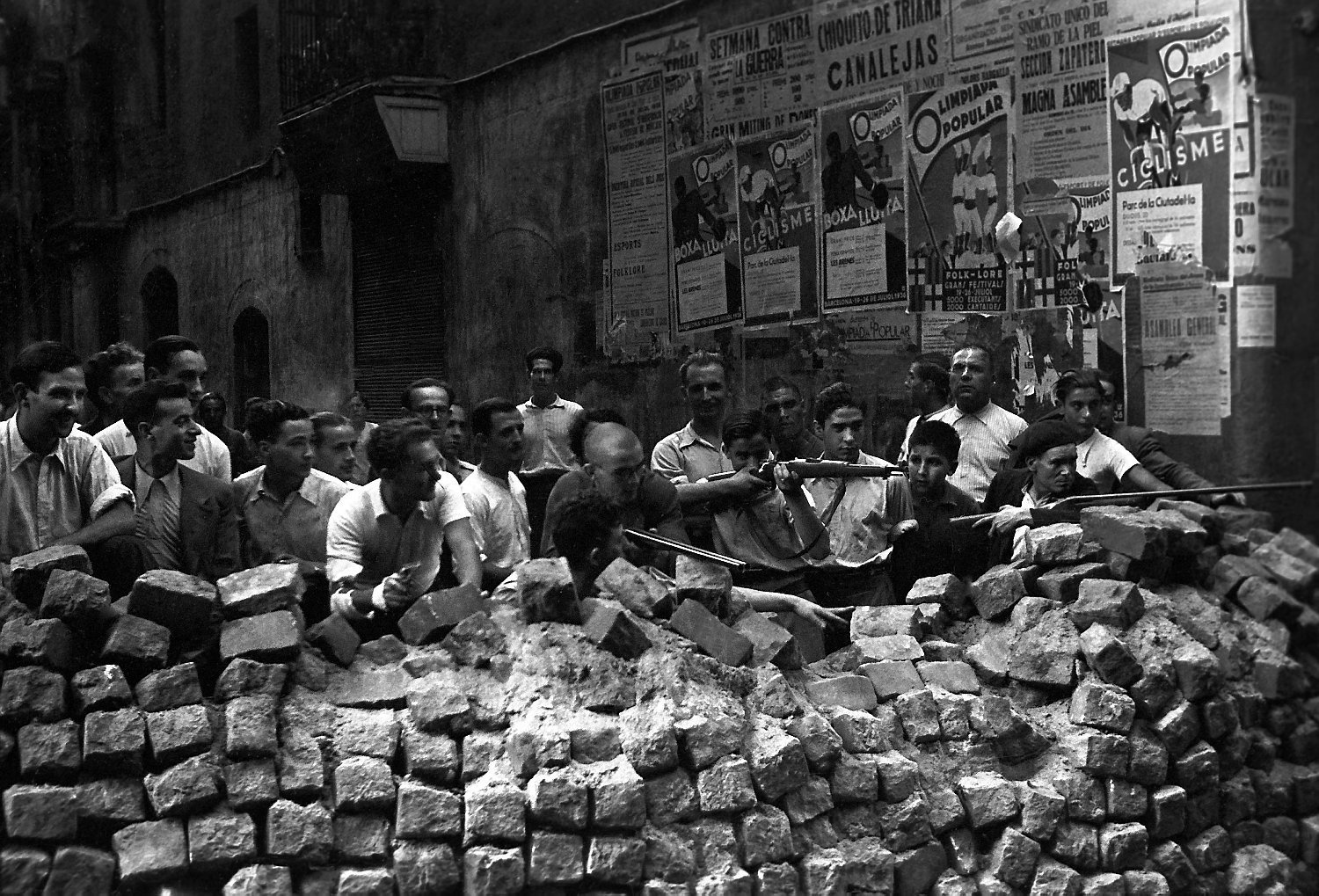
Barcelone 19 juillet 1936.

L'auteur étudie l'histoire sociale, économique et politique de l'Espagne dans le contexte de la guerre civile.
« L’histoire classique de la Péninsule donne une idée fausse de la réalité. À quoi cela est-il dû ? Surtout à ce que l’Espagne étant si différente, sur le plan économique et social, des autres pays d’Europe occidentale, la plupart des mots avec lesquels on écrit l’histoire – féodalisme, autocratie, libéralisme, Église, armée, Parlement, syndicalisme, etc. – y ont un sens bien éloigné de celui qu’ils ont en France ou en Angleterre. Ce n’est qu’en insistant sur ce point, en décrivant un à un tous les rouages de l’appareil politique et économique, en élucidant les problèmes régionaux et en montrant de quelle façon les différents particularismes influent les uns sur les autres, que l’on parviendra à donner une idée exacte de la situation. »
L'ouvrage est publié en 1943 sous le titre The Spanish Labyrinth : An Account of the Social and Political Background of the Civil War et régulièrement réédité jusqu'en 2014

## Critiques et comptes rendus
L'historien hispaniste britannique Raymond Carr décrit dans la préface de l'ouvrage celui-ci « comme l'une des études politiques et sociales les plus brillantes [sur] l'essence de l'Espagne ». Il ajoute, « Ce qui est remarquable dans le compte rendu de Brenan sur la Seconde République espagnole de 1931 à 1936 est l'étonnante impartialité qui lui permet de résister à l'épreuve du temps ».
Selon l'historienne Yusta Rodrigo Mercedes, « Avec cet ouvrage, originellement publié en anglais en 1943, Brenan fut le premier à analyser la Guerre civile comme un affrontement à caractère social, directement lié aux problèmes du monde rural espagnol et susceptible d'être replacé dans le long terme ».

## Postérité
Traduit de l'anglais par Monique et André Joly, le texte est réédité en 1984 par Champ libre.
L'ouvrage est traduit en espagnol et, en 1984, 1996 et 2011, publié à Barcelone,.

## Pour approfondir
- Espagne, Grande Encyclopédie Larousse, bibliographie.
- Jean-Louis Miege, L'arrière plan diplomatique de la guerre du Rif, Revue de l'Occident musulman et de la Méditerranée, n°15-16, 1973, page 225.
- Annie Garrisou, Démocratie et régime local ou les hypothèques d'une transition, Mélanges de la Casa de Velázquez, tome 18-1, 1982, page 399.
- Patrick Marcolini, Espagne 1936-37, guerre ou révolution ?, Cahiers du GRM, 1|2011, note 2.
- Geneviève Dreyfus-Armand, L'exil des républicains espagnols en France. De la Guerre civile à la mort de Franco, Albin Michel, 1999, lire en ligne.
- Aline Angoustures, Histoire de l'Espagne au XXe siècle, Éditions Complexe, 1993, 370 p. (ISBN 978-2-87027-493-4, présentation en ligne).
- Marie Franco, Le sang et la vertu. Fait divers et franquisme. Dix années de la revue El Caso (1952-1962), Casa de Velázquez, 2005, page 470.
- Rémi Skoutelsky, L'Espoir guidait leurs pas. Les volontaires français dans les Brigades internationales, 1936-1939 Grasset, 1998, page 261.
- Federico Urales, El Castillo Maldito - Tragedia basada en el proceso de Montjuich, Étude préliminaire de Lucienne Domergue et Marie Laffranque, Presses Universitaires du Mirail, 1992, page 35.
- Yusta Rodrigo Mercedes, Histoire et mémoire de la Guerre civile dans l'historiographie espagnole contemporaine, Matériaux pour l'histoire de notre temps, no 70, 2003, page 32.
- (es) Daniel Colson, O Anarquismo hoje, Politica & Trabaho, Revista de Ciências Sociais, n°36, avril 2012, pp. 75-90.
- (de) F.-J. Albersmeier, Günther Schmigalle, André Malraux und der spanische Bürgerkrieg. Zur Genese, Funktion und Bedeutung von "L'Espoir" (1937), Revue belge de philologie et d'histoire, vol.61, n°3, 1983, page 762.

## Sources

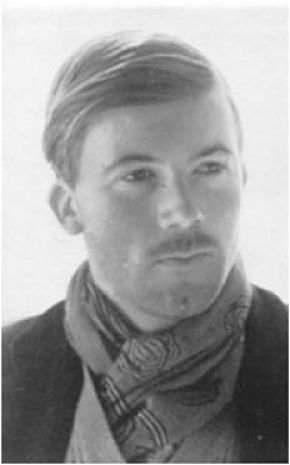
Gerald Brenan en 1922.

- Musée social : notice.
- Catalogue général des éditions et collections anarchistes francophones : notice.
- Bibliothèque de l'Université Mohammed V de Rabat : notice.
- Guy Hermet, Trois livres sur l'anarchisme espagnol, Revue française de science politique, vol. 21, n°5, pp. 1102-1105, 1971, lire en ligne.
- Guy Debord, Correspondance, volume 5, janvier 1973-décembre 1978, Arthème Fayard, 2005, page 31.